# 디아블로 (2011년 영화)
《디아블로》(Diablo)는 아르헨티나에서 제작된 니카노 로레티 감독의 2011년 스릴러, 범죄, 드라마 영화이다. 후안 팔로미노, 세르지오 보리스 등이 주연으로 출연하였다.

## 출연

### 주연
- 세르지오 보리스
- 루이스 지엠브로스키
- 후안 팔로미노